# Ascensor panorámico

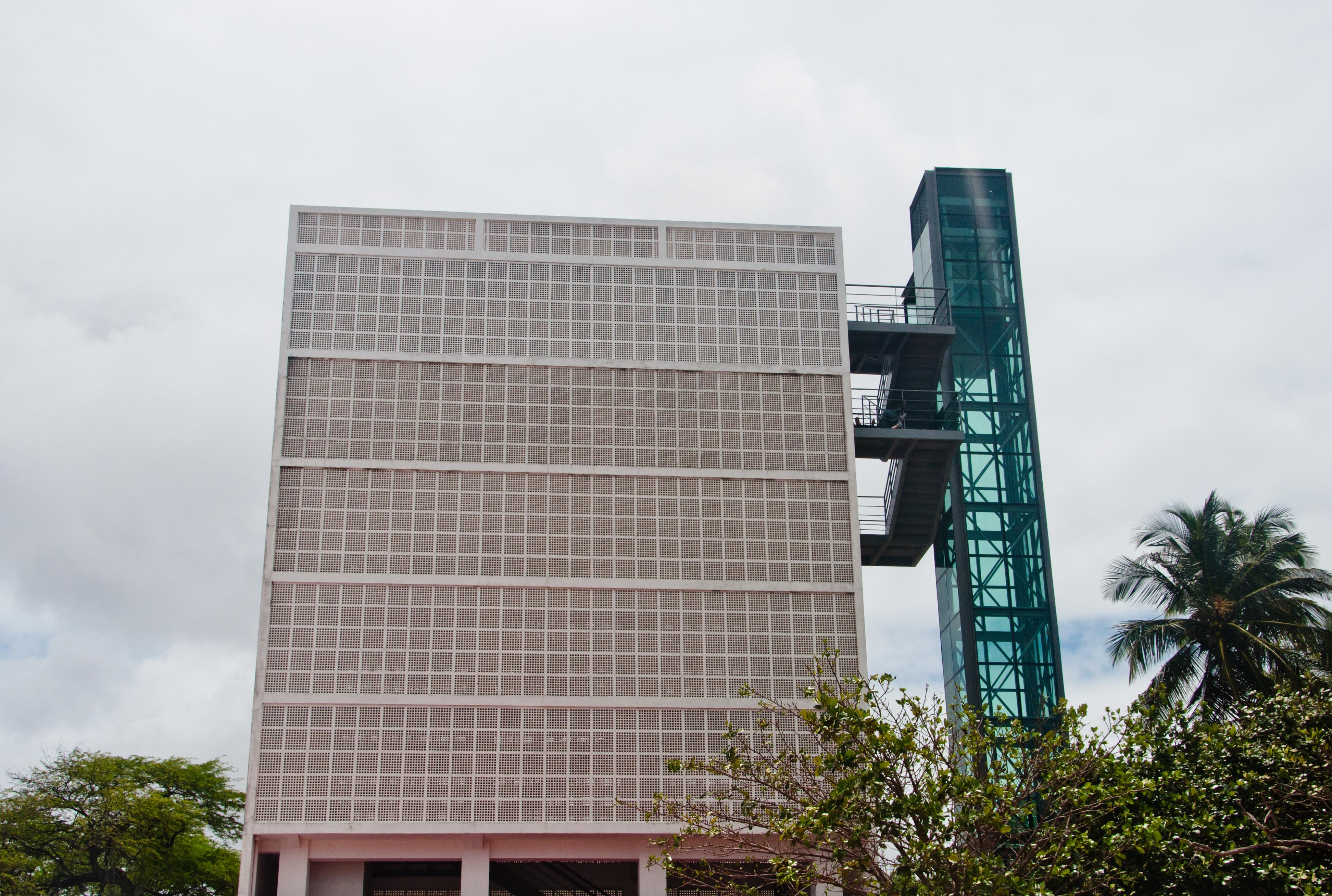
El ascensor panorámico de Olinda en Olinda (Brasil), construido entre 2008 y 2011 junto a un depósito de agua construido en 1934.

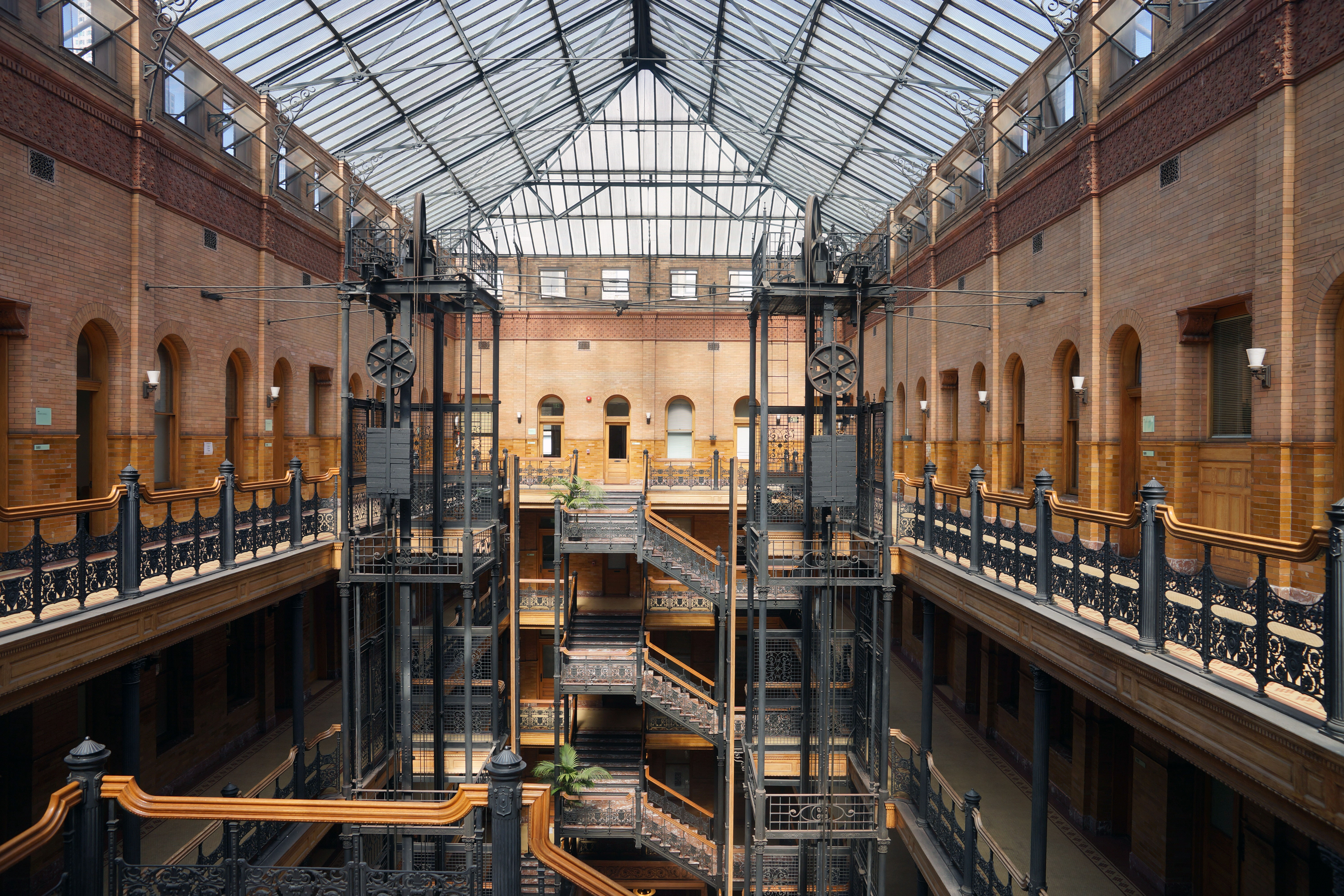
Vista del atrio del Bradbury Building de Los Ángeles (Estados Unidos), con sus dos ascensores panorámicos, los primeros de la historia.

Un ascensor panorámico o elevador panorámico es un ascensor que tiene al menos un lado de vidrio, permitiendo así contemplar las vistas del exterior. Debido a las vistas que ofrecen, en ocasiones desde alturas considerables, algunos de estos ascensores se han convertido en atracciones turísticas.

## Historia

Uno de los ascensores panorámicos circulares de la sede de la Johnson Wax en Racine (Wisconsin).

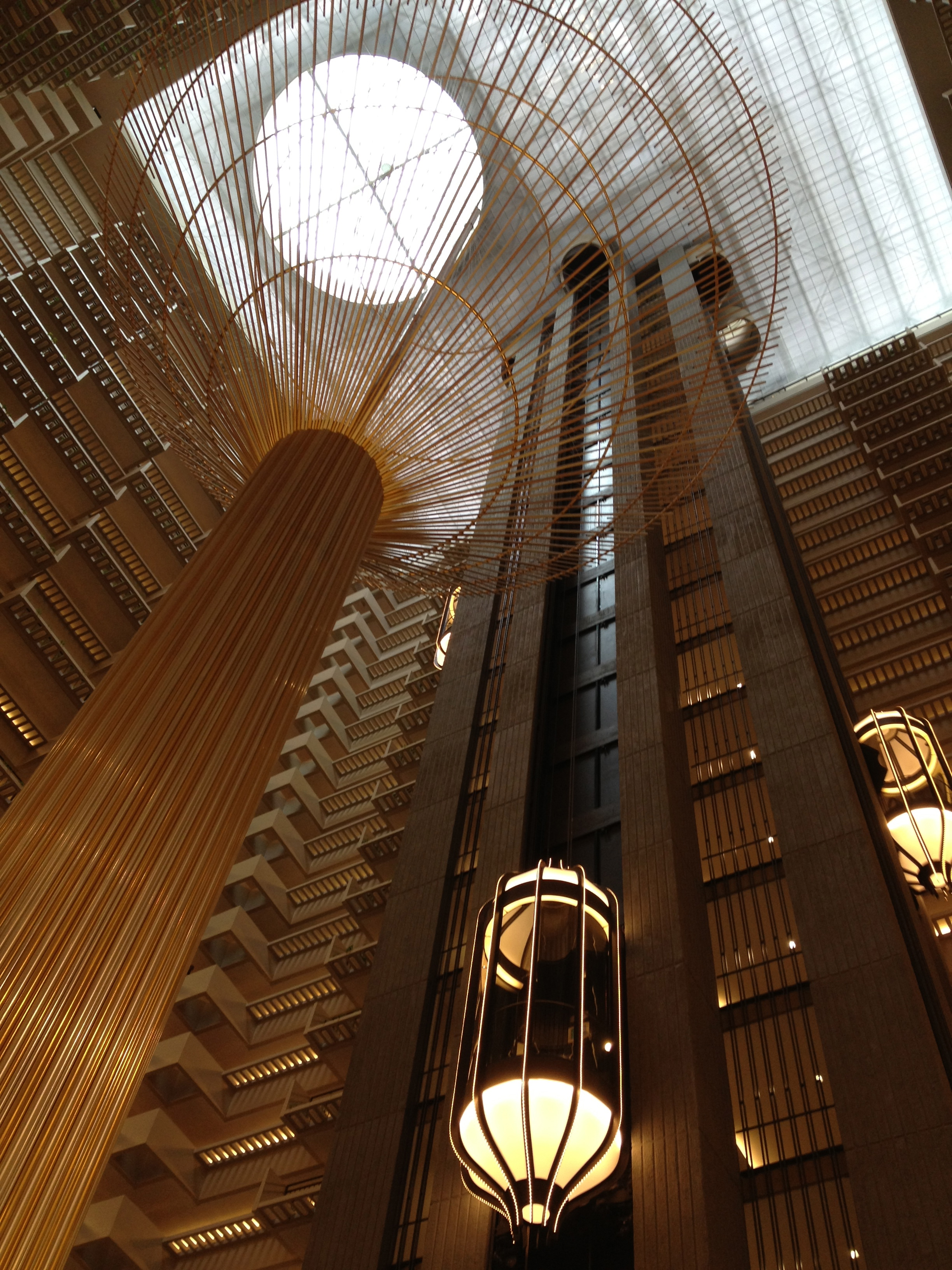
Ascensores panorámicos en el Hyatt Regency de Atlanta (Georgia).

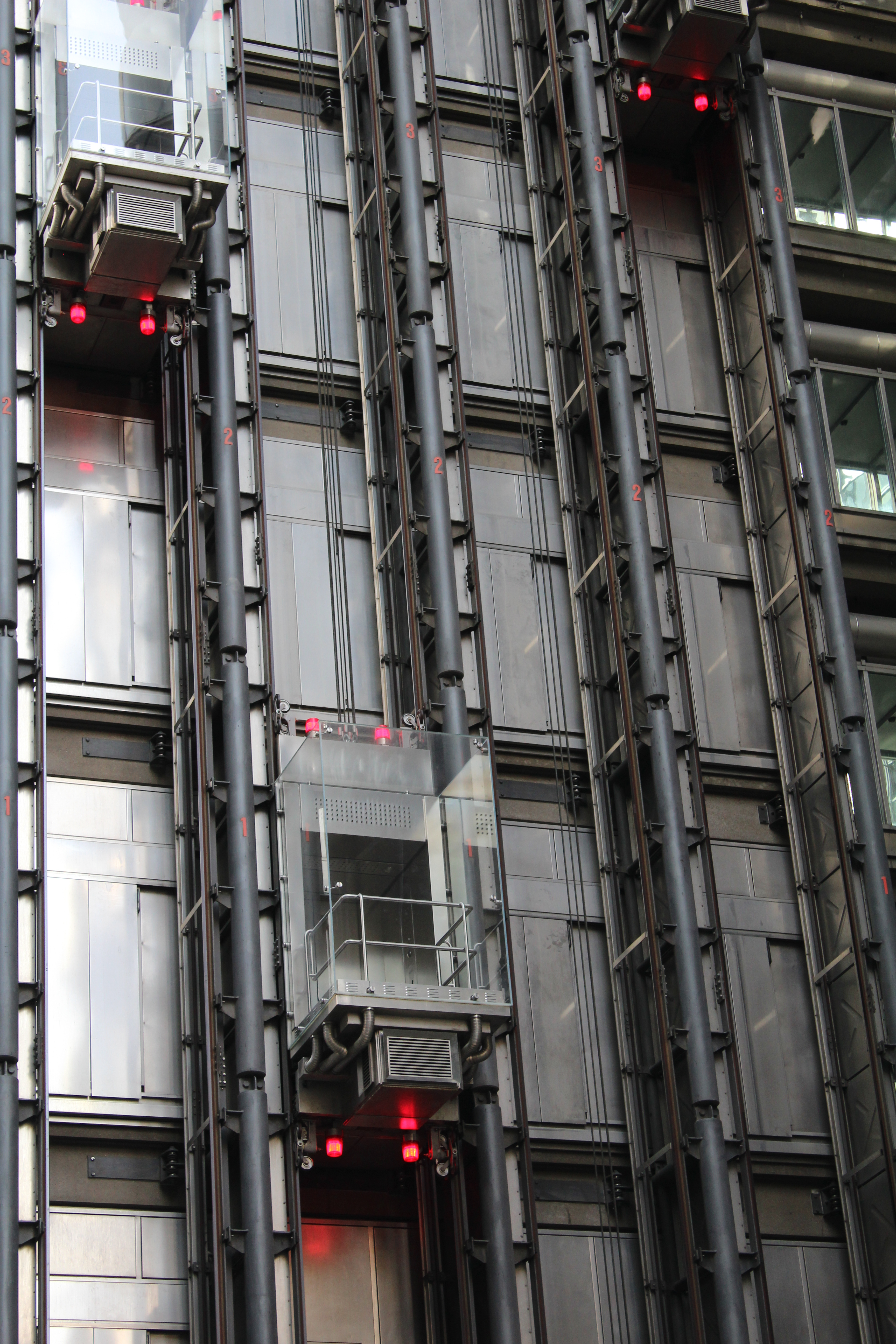
Cabinas de ascensores panorámicos en el Edificio Lloyd's de Londres (Reino Unido).

Los dos primeros ascensores panorámicos de la historia se instalaron en el patio central, cubierto por un tragaluz, del Bradbury Building de Los Ángeles, un edificio de cinco plantas, ejemplo de la arquitectura del hierro. Estos ascensores tenían diseños abiertos de «jaula» de metal y estaban rodeados por barandillas de hierro forjado. Pronto, los ascensores en los imponentes vestíbulos de entrada de edificios de apartamentos, sedes bancarias y edificios de oficinas se convirtieron en símbolos de riqueza y poder.
Sin embargo, a medida que se adoptaron los nuevos métodos de construcción de huecos de ascensor sólidos, más rápidos, las vistas de los pasajeros desde los ascensores se redujeron progresivamente y el uso de vidrio y elementos decorativos en los ascensores desapareció. Durante más de medio siglo las personas se desplazaban en ascensores a velocidades cada vez mayores pero sin vistas, aunque en algunos casos sus acabados eran muy elaborados. La norma, sin embargo, era el uso de paneles metálicos —de acero inoxidable, latón o bronce— o pintados, y en ocasiones paneles de madera o espejos. Una notable excepción a esta tendencia fue la sede de la Johnson Wax en Racine (Wisconsin), diseñada en 1936 por Frank Lloyd Wright, en la que se usaron ascensores panorámicos circulares para comunicar con las galerías de la «gran sala de trabajo».
La recuperación de los ascensores panorámicos se produjo en la década de 1960. En 1962 el arquitecto John Portman incorporó ascensores panorámicos en el diseño del revolucionario atrio de veintidós plantas de altura del hotel Hyatt Regency de Atlanta (Georgia), que abrió sus puertas en 1967 y desde entonces ha ejercido una poderosa influencia en el diseño de hoteles.
En la década de 1980 aumentó el uso de los ascensores panorámicos que «escalan» el muro. Los diseños tipo «jaula» y «émbolo» pasaron de moda, excepto en hoteles, centros comerciales y desarrollos comerciales especulativos, en los que se usaron políticas corporativas de diseño estandarizadas. En esta época de auge de la arquitectura high-tech estaba en boga el enfoque «honesto» de la ingeniería, según el cual los componentes del ascensor debían hacerse visibles y resaltarse su función. A partir de mediados de la década de 1980, los ascensores panorámicos tenían un porcentaje muy alto de vidrio en todas las superficies visibles de la cabina. Se redescubrieron los antiguos métodos de trabajo y se introdujeron tecnologías computacionales en los procesos de control y diseño.
El arquitecto Richard Rogers explotó este concepto en 1986 en el Edificio Lloyd's de Londres, que tiene doce ascensores totalmente exteriores repartidos en tres torres de ascensores alrededor del perímetro del edificio. Los ingenieros tuvieron que desarrollar nuevos sistemas de aire acondicionado, impermeabilización y diseño para evitar la acumulación de hielo y nieve sobre el equipamiento crucial manteniendo su confiabilidad y seguridad.

## Características arquitectónicas
Los ascensores panorámicos aumentan la sensación de luminosidad y espacio. En efecto, estos ascensores forman parte del diseño arquitectónico del edificio y pueden llegar a ser uno de sus elementos más representativos, especialmente en los atrios y vestíbulos de hoteles y edificios de oficinas. La última tendencia en la arquitectura es usar elementos constructivos de vidrio totalmente transparente. Usados tanto en edificios tradicionales como modernos, los ascensores de vidrio no solo siguen esta tendencia, sino que también contribuyen a la estética del edificio otorgando un aspecto minimalista, moderno y elegante. Esta clase de instalaciones requiere una estrecha colaboración entre el arquitecto y el ingeniero de transporte vertical, debido a la interrelación entre los conceptos estéticos y la configuración técnica del ascensor.
Los ascensores panorámicos sustituyen a los huecos de ascensores en el núcleo del edificio, lo que hace que puedan usarse para reducir el espacio ocupado en cada planta por los sistemas de transporte vertical, un problema que se plantea particularmente en rascacielos. Sin embargo, también pueden reducir la superficie de ventanas del edificio.

## Características técnicas
El principal material de construcción de los ascensores panorámicos es el vidrio o el policarbonato, ya que, por definición, al menos una de las caras tanto de la cabina como del cerramiento deben emplean este material. Como consecuencia de las exigencias de rigidez y resistencia, habitualmente el tipo de vidrio utilizado es un vidrio laminado de seguridad que cumple los requisitos establecidos por la normativa. Actualmente también se emplean otros materiales como el policarbonato transparente.
Como el vidrio es un material frágil, la verificación de la resistencia de los ascensores panorámicos se ha basado principalmente en estudios experimentales. También se han realizado investigaciones en el campo de la modelización de los componentes de vidrio que usan el método de los elementos finitos. Debido a que el vidrio pesa más que los materiales convencionales, estos ascensores suelen pesar más que los no panorámicos, lo cual implica que habitualmente deben tener una mayor potencia y, consiguientemente, un mayor consumo de energía. Al mismo tiempo, el mayor coste de los materiales panorámicos y las modificaciones técnicas necesarias originan un incremento en el coste total de la instalación.
En su diseño se debe tener en cuenta la climatología, especialmente si el ascensor se instala en el exterior, ya que existen zonas donde es posible que la cabina alcance altas temperaturas durante algunos meses del año. Para solucionar este problema, es habitual que los ascensores panorámicos estén dotados de un sistema de aire acondicionado.
Otro elemento climatológico a tener en cuenta es el viento, ya que si la ubicación en la que se instala el ascensor a la intemperie habitualmente suele tener fuertes vientos, esto puede suponer un problema de seguridad para los usuarios. Una solución a este problema es la adopción de un autómata programable, controlado por uno o varios anemómetros que da la orden de inhabilitar el ascensor a partir de una velocidad determinada de viento.
Un ejemplo en el que existe este sistema es el Gran Hotel Bali de Benidorm, el cual dispone de dos ascensores panorámicos de 2,5 m/s de velocidad que discurren desde la planta baja hasta la 43. Dos anemómetros, uno situado en las primeras plantas y otro en las últimas, dan información en tiempo real al autómata sobre la velocidad media de viento entre los dos extremos del edificio, y en función de la programación establecida, este da la orden al control de los ascensores de estacionar la cabina a la mitad del edificio e inhabilitarlos mostrando un mensaje informativo en los displays de planta baja y cabina hasta que la velocidad vuelva a valores normales. El motivo por el que estacionan justo a la mitad del edificio es que las cargas de cabina y contrapeso estén lo más equilibrados posible (a pesar de contar adicionalmente con un sistema de cables de compensación habitual en ascensores de más de 20 plantas, que hace que las cargas estén siempre equilibradas sin importar en qué punto del hueco se encuentre la cabina en cada momento)
Otro factor a tener en cuenta es la limpieza de los elementos panorámicos, a efectos de conservación y mantenimiento, ya que en ocasiones puede ser complicado poder acceder a todos los puntos para poder limpiarlos, lo que se debe considerar en el diseño del ascensor.
No se recomienda que este tipo de ascensores alcancen velocidades superiores a los 6 m/s.

## Tipos de ascensores panorámicos

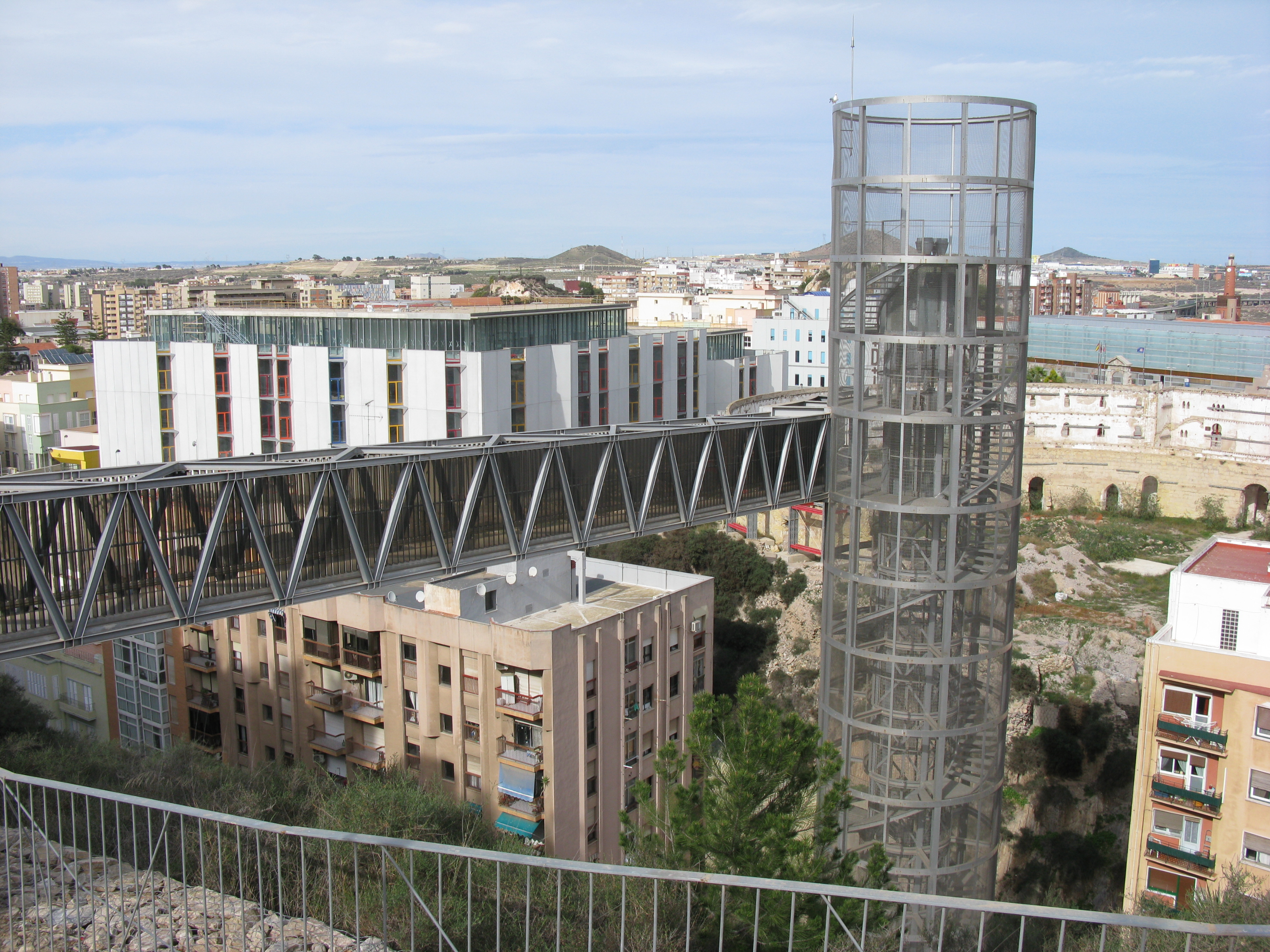
El ascensor panorámico de Cartagena en Cartagena (España).

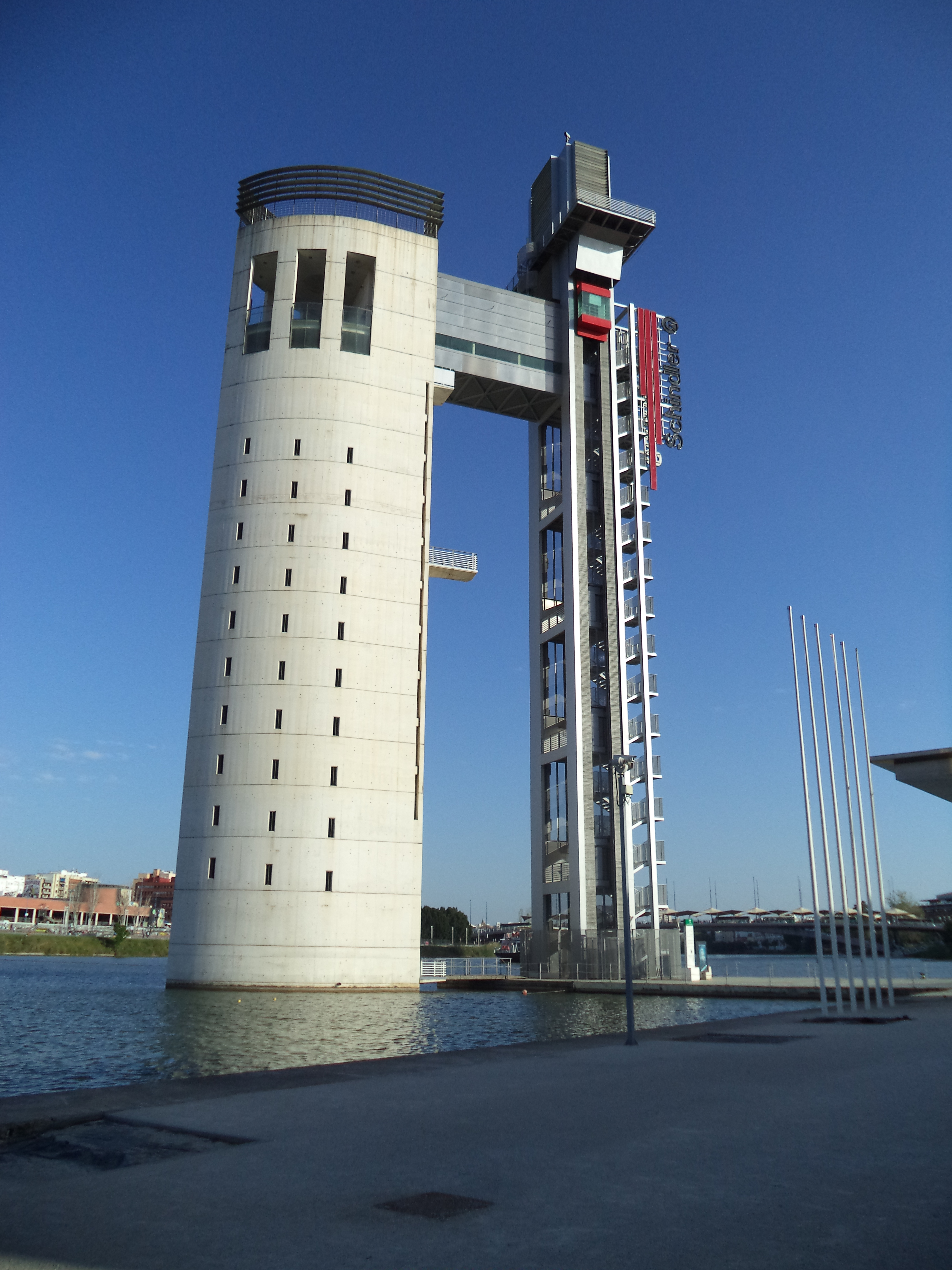
La Torre Schindler de Sevilla (España).

Existen varios tipos de ascensores panorámicos, desde aquellos que tienen únicamente un lado de vidrio, en ocasiones denominados «semipanorámicos», hasta aquellos que tienen los tres lados de vidrio, e incluso las puertas.
Aunque son menos frecuentes, también existen ascensores que lo único que tienen panorámico es el cerramiento en el que se ubican, mientras que la cabina es opaca. Este tipo de ascensores se suelen instalar en lugares donde cobra vital importancia dejar pasar el máximo de luz posible, por ejemplo, en huecos de escalera o en patios de luces, cuando no se quiere prescindir de la luz natural o no se desean tapar elementos adyacentes como ventanas o terrazas.
Además, los ascensores panorámicos se pueden clasificar siguiendo dos puntos de vista diferentes:
- En cuanto a su ubicación, hay dos tipos de ascensores: los que se instalan en viviendas particulares u otros edificios en los que se prevé un tráfico bajo, denominados ascensores de velocidad reducida o ascensores unifamiliares; y los que se instalan en edificios con una mayor altura o que deben servir a un tráfico alto de personas, por ejemplo en comunidades de vecinos, hoteles o edificios de oficinas.
- En cuanto a su sistema de funcionamiento, existen básicamente los mismos tipos que para aquellos ascensores que no son panorámicos, es decir, hidráulicos y eléctricos, y en el caso de los ascensores unifamiliares también los neumáticos.

Tradicionalmente, se entendían únicamente como ascensores panorámicos aquellos instalados en el exterior en edificios singulares, modernos o antiguos. Acoplados en la fachada, estos ascensores realizan una ascensión que justifica por sí misma el trayecto y la identidad del propio edificio, normalmente vanguardista. También se ha aplicado con frecuencia a la rehabilitación de monumentos o edificios históricos, donde se debe ajustar al espacio disponible, por lo que en algunas ocasiones se han tenido que fabricar ascensores a medida.
Posteriormente, se ha producido una ampliación de su campo de aplicación, que se ha visto facilitada por su versatilidad. De acuerdo con declaraciones de la empresa Otis: «Hoy en día es cada vez más frecuente que los ascensores panorámicos se instalen en huecos cerrados acristalados o en zonas abiertas en el interior de los edificios, y no solo cuando estos son singulares, sino en todo tipo de edificios, incluidos los residenciales, tanto de obra nueva como en rehabilitaciones o instalaciones de ascensor en edificios que no lo tenían».